# 马尔莫拉达山
马尔莫拉达山是意大利东北部的一座山脉，也是多洛米蒂山脉最高山，坐落在威尼斯东北方向约100公里处。其山势为东西向，南面为陡峭的悬崖，岩石表面长达几公里。北面为相对平缓的冰川，也是多洛米蒂山脉唯一的大冰川，马尔莫拉达冰川。
整个山脉有几个山峰，从西往东逐渐降低，分别为：Punta Penia (3,343 m)、Punta Rocca (3,309 m)、Punta Ombretta (3,230 m)、Monte Serauta (3,069 m)以及Pizzo Serauta (3,035 m)。有一条索道可以抵达Punta Rocca。滑雪季节，马尔莫拉达山主滑雪道开放，可以一直滑到山谷。
Paul Grohmann于1864年首次从北坡登顶。
第二次世界大战之前，奥地利和意大利的边界穿过马尔莫拉达山，因此它是冲突时期的前线。奥地利的士兵驻扎在北面的冰川一侧，意大利士兵驻扎在南面的悬崖一侧。随着冰川的消融，不时发现士兵的遗体和物品。